# スラヴャンスクの戦い
スラヴャンスクの戦い（スラヴャンスクのたたかい、英語: Siege of Sloviansk、スラヴャンスク包囲戦）とは、2014年4月12日から同年7月5日までの間、ドネツィク州スラヴャンスクにおいて、ウクライナ軍と親ロシア派分離主義勢力との間で行われた戦闘である。
最終的に町はウクライナ軍が奪回した。
スラヴャンスクの戦いはウクライナ軍と分離主義者の間で起こった最初の大規模な交戦であり、2014年の戦闘の先駆けとなるものであった。
2014年4月12日、2014年ウクライナ騒乱以後の ウクライナの親ロシア不安として、カラシニコフ銃を装備し戦闘服を着た覆面の男たちがスラヴャンスク市庁舎を占拠した。続いて、親ロシア派を主張するその男たちはドネツク人民共和国の旗を掲げ、市内の他の建物を占拠して防御施設を構築し始めた。ウクライナの第一次ヤツェニュク政権はこれに反応、最初の対テロ作戦地区（ATO）を設定し、分離主義勢力に対して反攻を開始した。攻防戦は膠着状態となり暴力的な局地的衝突となった。市内の緊張が高まる中、分離主義勢力はジャーナリスト等を捕らえる人質事件を起こした。4月18日、ウクライナ保安庁はスラヴャンスクはこの地域で最も激戦の地点であると発表した。4月20日、右派セクターは、大統領代理オレクサンドル・トゥルチノフから、分離主義勢力が支配するテレビ塔の破壊工作を命じられた。これは最初の大きな戦闘となった。6月までに市の人口の約40%が避難した。7月5日、分離主義勢力がドネツク市に撤退後、ウクライナ当局はスラヴャンスクの統治を取り戻した。

## 戦況推移

### 政府庁舎の占拠

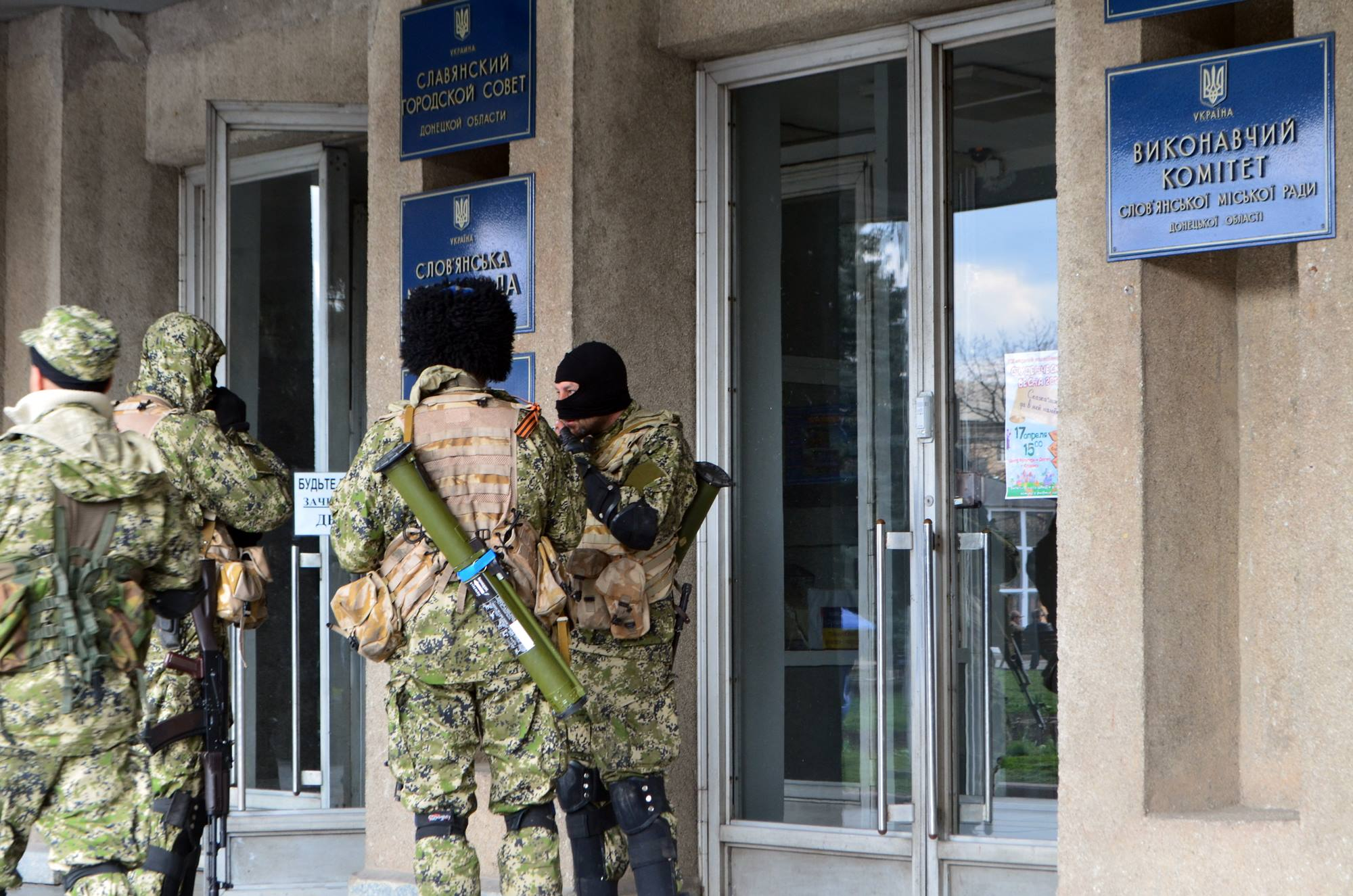
スラヴャンスク市議会を占拠する武装勢力。男たちはカラシニコフ銃とRPG-26を装備する。

4月12日、ロシア治安機関の元幹部であるイーゴリ・ギルキンに率いられた覆面の民兵グループ（クリミアで編成）は、ドネツク州北部スラヴャンスク市の行政庁舎、警察署、ウクライナ保安庁の事務所を占拠した。ウクライナ内務省によれば、ドネツク共和国党の武装勢力は無差別にその建物を射撃した。警察の武器庫を急襲し、少なくとも400丁の拳銃と20丁の自動火器を強奪した。 ウクライナ警察は「民兵グループは強奪した銃をスラヴャンスクで抗議活動を行う人々に渡している。」と発表した。町が武装勢力に乗っ取られた後、スラヴャンスク市長ネリア・シュテパは占拠された警察署に現われ、武装勢力の支持を表明した。警察署の周りに集まった人々も同様に武装勢力への支持を表明した。そのような人々は、この状況を報道するウクライナ人ジャーナリストに対して「キーウへ帰れ」と言った。 ネリア・シュテパは後に分離主義勢力に逮捕され、「人民の市長」を自称するヴャチェスラフ・ポノマレフと交代した。

### 政府の対応
4月13日朝、ウクライナ政府はスラヴャンスクで対テロ作戦を行うことを発表した。ウクライナ政府は分離主義勢力に対して、48時間以内に武装解除し降伏する旨の最後通牒を突きつけた。
警察は分離主義勢力が支配する高速道路の出入り口を掃討し始めた。分離主義勢力のあるグループは下車しウクライナ警察を射撃、ウクライナ保安庁職員2名が死亡し、ウクライナ軍兵士数名が負傷した。銃撃戦で分離主義者1名が死亡し、残りは森の中に逃げた。発砲者を乗せた車はポルタバ州のナンバープレートを付けていた。その車は民間警備会社ヤビルに追跡された。その銃撃戦とは別に、私服の犯人によって民間人2名が射殺され1名が負傷した。
4月14日、スラヴャンスクは親ロシア派に占領され、重要な政府庁舎と関係地域は奪取された。分離主義勢力が最後通牒を拒否したので、ウクライナ陸軍地上部隊が展開した。市内の車の中で親ロシア派武装勢力によって民間人2名が至近距離で射殺され、1名が負傷した。

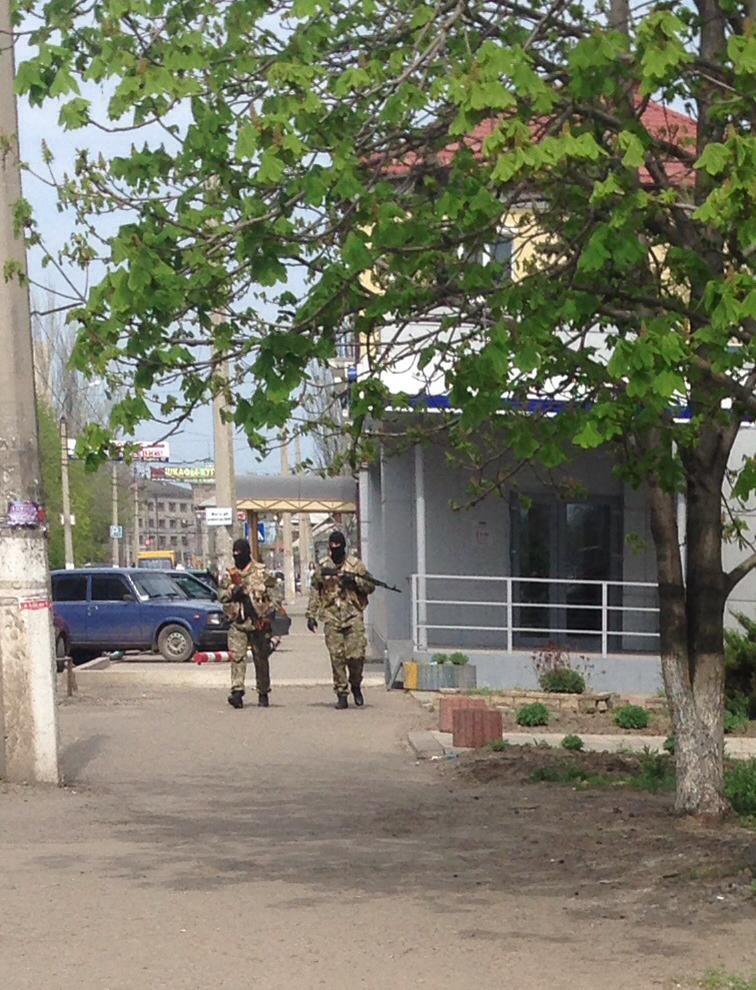
武装した覆面の男たちが市内を歩いている。

### 最初の攻撃
ウクライナ軍は、輸送ヘリコプターと装甲車を使って、クラマトルスク地域の空軍基地を奪回するために最初の攻撃を開始した。武装勢力は空港を保持しようとして激戦となったが、これは成功しなかった。ロシアのメディアはこの衝突で4～11名が死亡したと見積もった。政府の軍事作戦の指揮官ヴァシル・クルトフ大将は空軍基地の正面でデモを行う群衆に演説後、親ロシア派支持者に攻撃された。ウクライナ軍装甲部隊はスラヴャンスクに通ずる全ての道路を封鎖し、同市を包囲したと報告した。

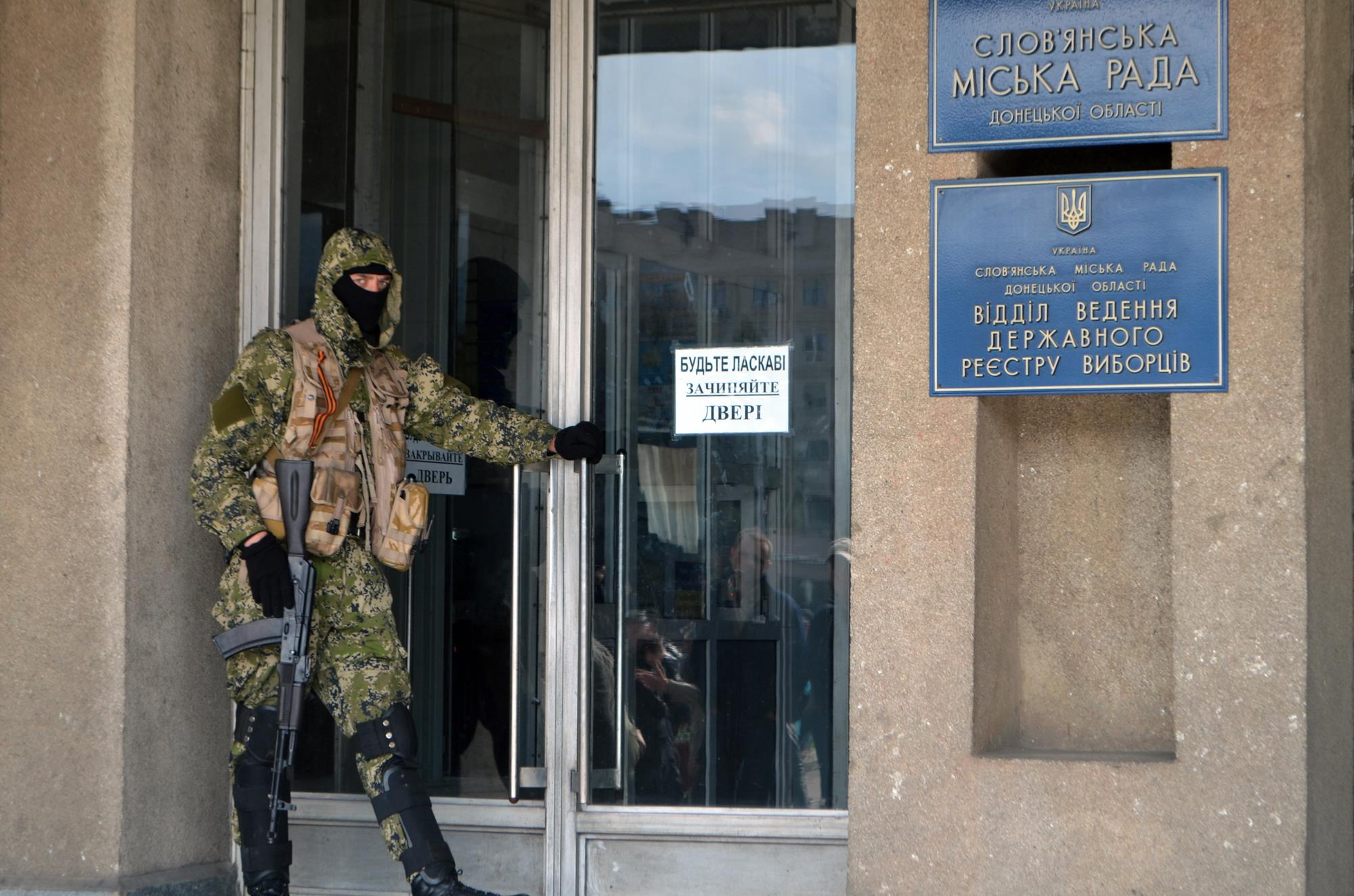
4月14日、議会を占拠する武装民兵

4月16日、第一副首相ヴィタリー・ヤレマはロシア第45空挺師団所属の部隊がスラヴャンスクに出現したと主張した。ウクライナ軍の装甲車6両の乗員が分離主義勢力の理想に共鳴して軍を離脱、ロシア国旗を掲げてスラヴャンスクに入った。その後、スラヴャンスクを封鎖していた第25空挺旅団は大統領命令で解散させられた。政府は、離脱した兵士たちを軍法会議にかけるつもりだと発表した。後に、分離主義者はこの装甲車を運転する画像を公開し、ウクライナ政府とウクライナ軍の無力さを宣伝した。
4月18日、スラヴャンスクの「人民の市長」ヴャチェスラフ・ポノマレフはドネツク地域におけるウクライナ語話者を「狩る」と発表し、もしウクライナ語を話す者を見つけたら報告するように武装勢力に指示した。
4月18日遅く、ウクライナのメディアは、クラマトルスクの近くで、ジトミール機甲旅団が装甲車6両の内２両を取り戻したと報じた。分離主義者１名が負傷したが死亡者はいなかった。交渉の末、残り4両のBMDをウクライナ軍に返すという妥協案が締結された。しかし、4月23日現在、国防省幹部はその装甲車が依然として分離主義者が保有していると発表した。
スラヴャンスクの親ロシア派指揮官イーゴリ・ギルキンは、その後のインタビューで、BMD-1、BMD-2及び迫撃砲運搬車を含む6両の装甲車を保有していたと主張した。

### 復活祭の停戦

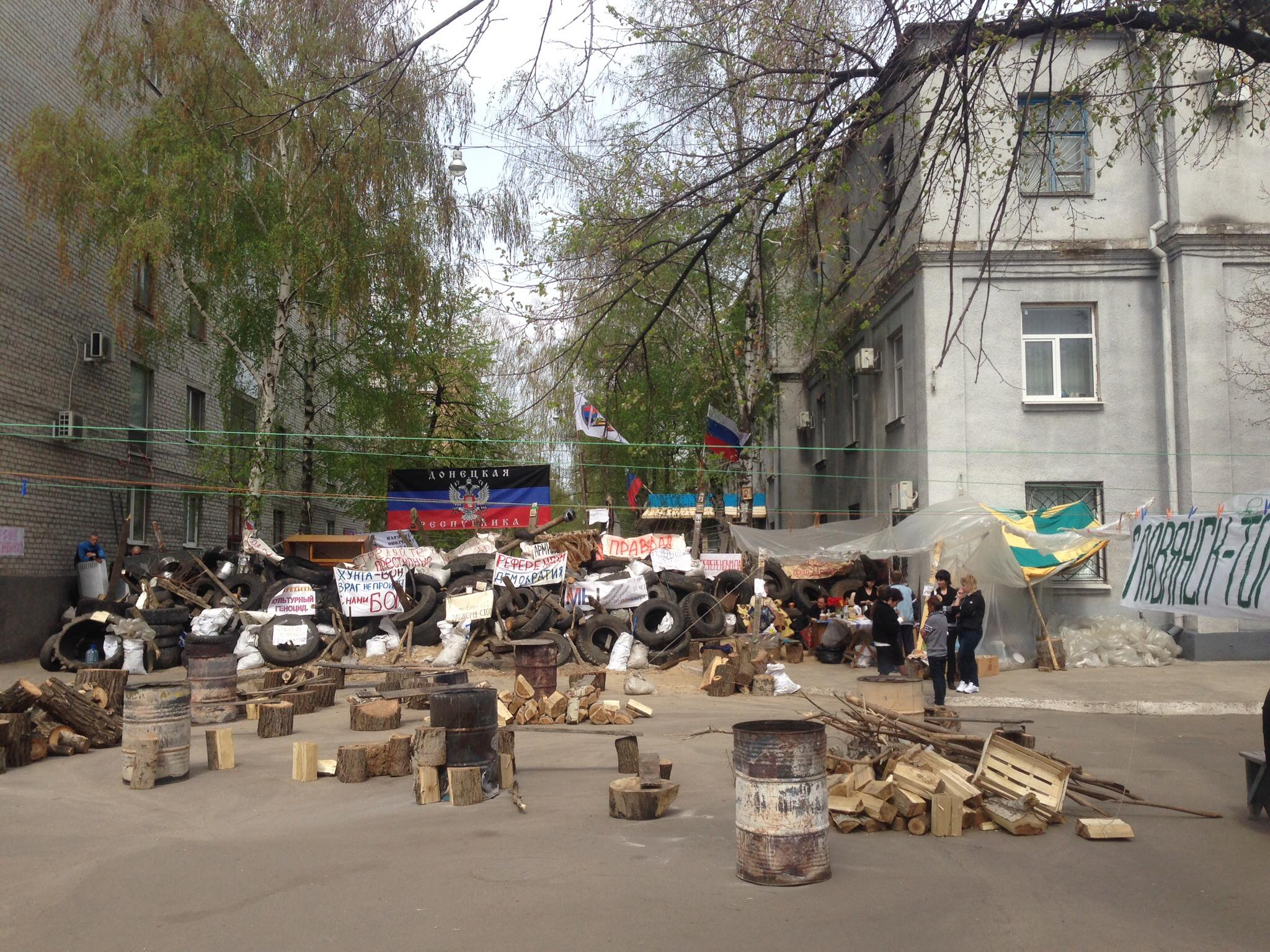
市内のバリケード

4月19日、東部ウクライナにおいて一時的な軍事行動の停止が約束された。ウクライナ政府はこれを復活祭の停戦と呼んでいる。
ドンバス人民軍の親ロシア派構成員はスラヴャンスクのロマ族を迫害（ポグロム）し始めた。ウクライナのNGOである国際ルネサンス財団によれば、分離主義の民兵は、ロマ族の家に押し入り、婦女子を含む居住者に暴力を振るい、彼らの財産を盗んだ。 その民兵は、「人民の市長」と武装勢力指揮官であるヴャチェスラフ・ポノマレフの命令に従っていると主張した。ヤツェニュク首相は、そのような攻撃や分離主義者の集会において外国人恐怖症が煽られていることを確認した。 ヤツェニュク首相は、政府が民族的憎悪の煽動を容認することは許されないと述べ、警察当局にロマ族への攻撃に関与する者を特定するよう指示した。一方、 ポノマレフは麻薬密売に関与したロマ族の人間と面談し、そして「町からロマ族を排除する。」と述べた。彼はそれら事件はろま族に対する攻撃ではなく、むしろ「町から麻薬を一掃する」ものであると述べた。
分離主義勢力はユーロマイダン活動家やこの戦闘を報道するために町に来たジャーナリストのイルマ・クラットを誘拐した。
4月20日、カラチュン山の上にあるスラヴャンスクのテレビ局の変圧器を破壊するために、ドミトリー・ヤロシに率いられた右派セクターの構成員が、オレクサンドル・トゥルチノフ大統領代行によって派遣された。右派セクターの4両の車列が分離主義者の検問所を通過しようとしたとき、銃撃戦となり本紛争最初の戦死者が発生した 。後に分離主義者は、自分たちこそが右派セクターに攻撃されたと主張した。しかし、この主張は2年間、政府に否定された。しかし、後にヤロシが右派セクターが攻撃したことを認めた。しかし、どちらが最初に射撃したのかということについての双方の主張には行き違いがある。
スラヴャンスクの親ロシア派分離主義勢力は第二次世界大戦時代のドイツのMG-42機関銃、暗視装置、スラヴャンスクの航空写真、軍服、キャンプ用品、米国現金を含む小火器とドミトリー・ヤロシ大統領候補の右派セクターの名刺を押収したと主張した。さらに、 メダルを含む右派セクターのシンボルも発見したと主張した。右派セクターの報道官アルチョーム・スコロパッドスキーは右派セクターの関与を否定し、逆にロシア特殊部隊の関与を非難した。右派セクターの情報部門のトップであるボリスラフ・ベレザは「私たちは番号入りのIDカードを持っていない。私たちが持っているのは文字だけのIDカードだ。攻撃に参加したとされる人物が所属している部署も文字だけのIDを使っている」と述べた。CNNはその名刺に記載されていた電話番号に電話したところ、1人の女性につながった。その女性はこの状況に驚いていた。彼女はキエフに住んでおり、右派セクターの誰とも関係を持っていないと語った。ウクライナ国家安全保障理事会副代表ヴィクトリア・シウマールは、その銃撃戦については調査中であるが、それは「地元の犯罪者集団の抗争」である可能性があると述べた。
スカイ・ニュースのケイティ・スタラード特派員は分離主義勢力の主張にはいくつか矛盾があり、彼らの主張を裏付ける首尾一貫した証拠がないと語った。BBCのダニエル・サンドフォードは、提出された証拠は「疑わしい」と評した。

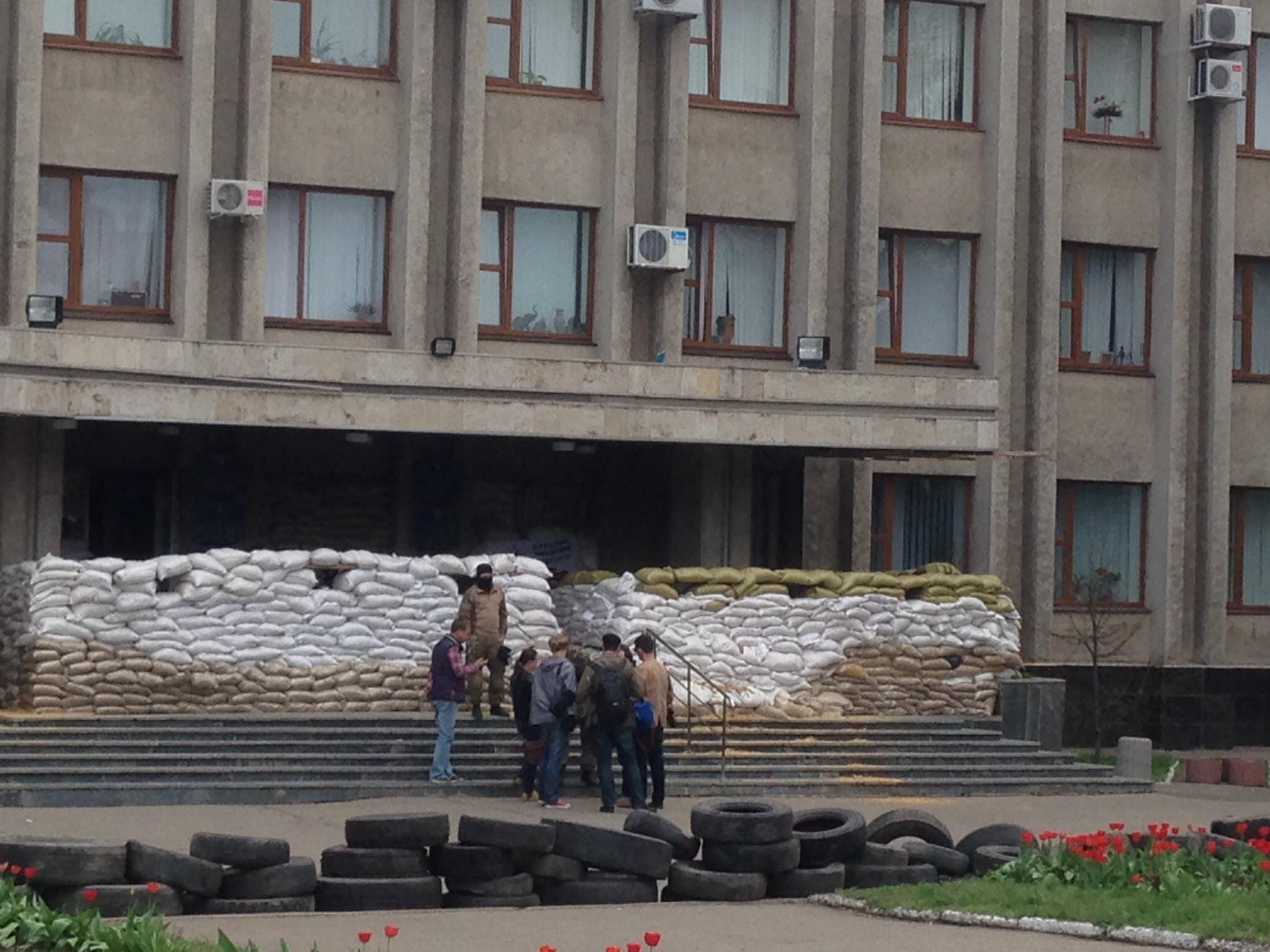
政府庁舎入口のバリケード

右派セクターの識別章を映したと主張するロシアのテレビのビデオは、実際に攻撃が行われる10時間前に撮影されていた。これはロシアのテレビスタッフがタイムスタンプを削除し忘れていたことによって判明した。
ウクライナ内務省は、この事件はロシアによって仕組まれた可能性があり、少なくとも分離主義者3名が死亡し3名が負傷したと述べた。ウクライナ保安庁の治安部門は、「武装した犯罪者と暴動者がスラヴャンスク周辺の地元住民に対してテロ行為を行っている」という声明を出し、この事件を「上演のため仕組まれた攻撃」と評した。さらに、その事件を起こしたグループはロシアの軍事諜報機関ＧＲＵの将校によって支援されている。」と述べた。内務省と保安庁はさらに、「銃撃戦の直後にロシアのテレビ局のスタッフが現われ、大々的にロシアで報道されたことから、ある者は疑念を抱いている」と言及した。ドミトリー・ヤロシの名刺はウクライナとロシアのソーシャルメディアで有名となった。 攻撃から2年たった2016年、ドミトリー・ヤロシは「Censor.net」に、実のところ攻撃を先導したのは自分だと語り（実際の戦闘指揮官は無名のアフガニスタン人であったけれども）、その事件の詳しい説明を行った
事件の後、「人民市長」ポノマロフはロシアに対する軍事介入を訴えた。それから、ポノマロフは町に夜間外出禁止令を発した。
その後、検問所で殺害された男は、周辺地域の居住者であるパベル・パベルコであると報告された。

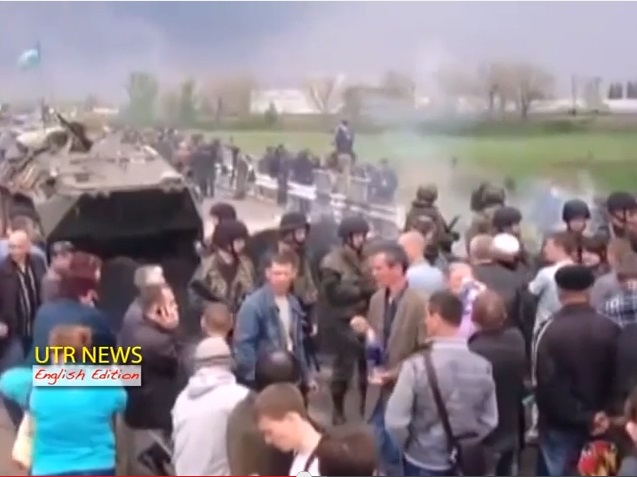
2014年4月スラヴャンスク近くで住民はウクライナ軍を阻止する。

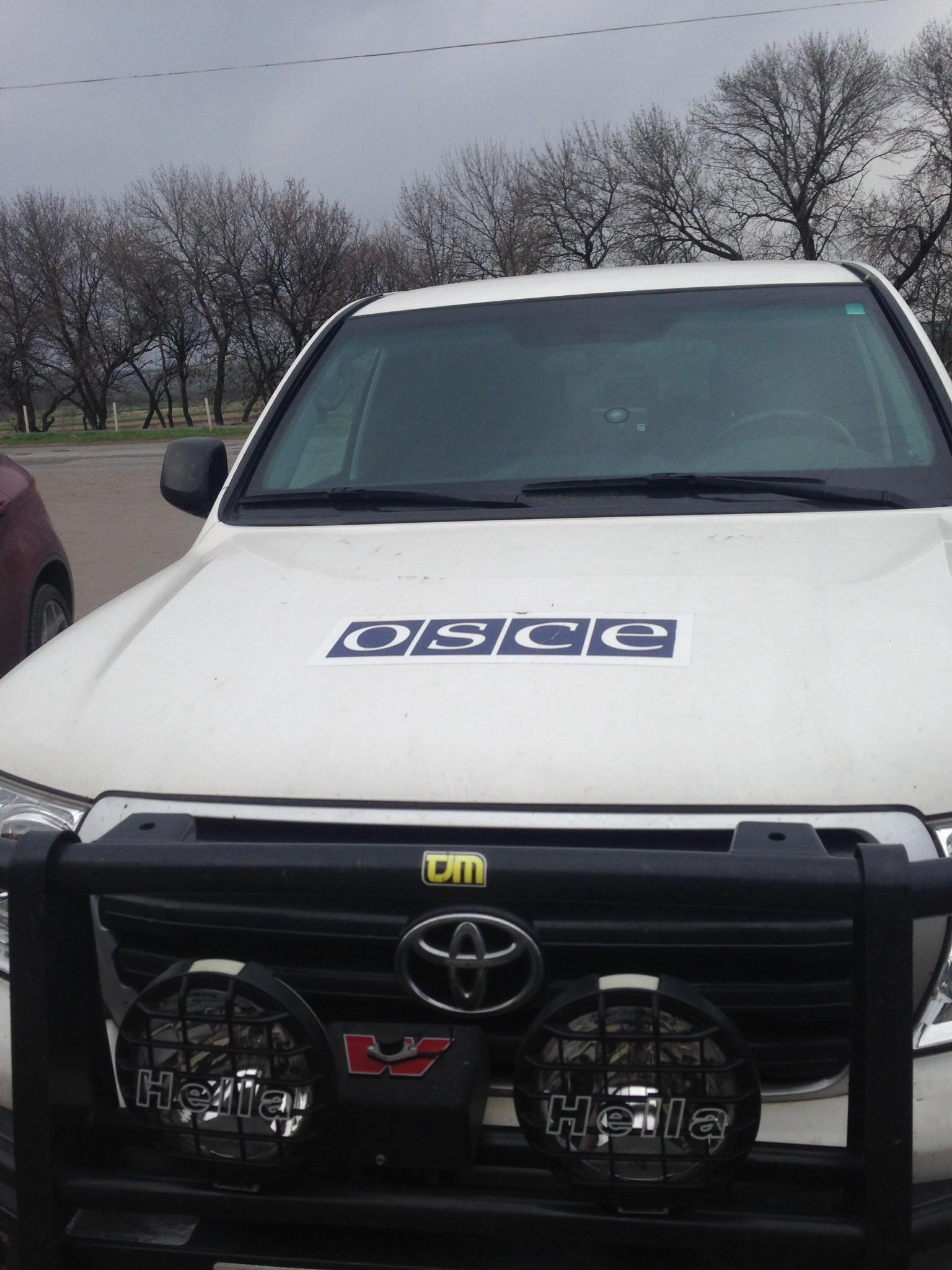
欧州安全保障協力機構（OSCE）の車両。スラヴャンスク近くで。

4月21日、欧州安全保障協力機構の査察員は分離主義勢力によって町から閉め出された。ある外交官は、欧州安全保障協力機構の１個チームが「ドネツクに居るが前進できないでいる。彼らはスラヴャンスクに戻ろうと努力しているが、親ロシア派のデモ参加者によって阻止されている。」と述べた。月曜日に解放された欧州安全保障協力機構のある査察官はドネツクの雰囲気は「非常に張り詰めており」、スラヴャンスクは「悪化しており」、どちらも町全体が武装勢力の支配下にあることを報告した。ウクライナ当局が国連と米国の諮問委員会に配布した写真には親ロシア派武装勢力に扮したロシア軍特殊部隊が写し出されていた。さらにその他の写真には、それら武装勢力がクリミアのロシア軍兵士と同じ装備と軍服を着用していることが写し出されていた。
4月21日、スラヴャンスク上空で航空偵察を行っていたウクライナ軍の偵察機は小火器の射撃を受けて損傷し、緊急着陸した。負傷者はいなかった。 Vice Newsのアメリカ人ジャーナーリストの サイモン・オストロフスキーが武装勢力によって誘拐された。

### 軍事作戦の再開
4月23日、ウクライナ内務省はスビャトヒルスク近くの都市から分離主義勢力を排除し、負傷者は出なかったと発表した。さらに内務省は「特殊部隊による対テロ作戦によってま、町は解放された。現在、スビャトヒルスクとその周辺は警察が巡回している」という声明をウェブサイトに掲載した。
ポノマレフはあらゆる犠牲を払ってでもウクライナ大統領選挙を阻止することを約束した。彼は、「私たちは必要な手段を持っているため、南部の選挙は実施されない」と述べた。それをどうやって達成するのかと尋ねられて、彼は「私たちには人質があり、その人間の弱みを握っている。」と答えた。彼はさらに意見の相違を無効にすると約束した。
4月24日、ウクライナ軍は町周辺の３つの検問所を奪取した。内務省によると、この攻撃によって分離主義者５名が死亡し、警察官１名が負傷した。それら検問所は焼失した。ウクライナ軍はスラヴャンスク住民に平和を促すチラシを配布した。内務省は、ポノマレフが、そのチラシを見た者は誰でも「その場で射殺する」と発表したことを報告した。
ドネツク人民共和国の指導部はインテルファクス・ウクライナ通信社に「諸職種協同作戦がスラヴャンスクで始まっている。これは紛れもなく内戦である。」と述べた。同日、ウクライナ当局は対反乱作戦を行ってスラヴャンスク全域を奪回するつもりであると発表した。しかし、ロシア軍の侵攻の脅威が増大したことによってこの作戦は中止された。ロシア軍はウクライナ国境から10km以内に移動していた。ウクライナ政府はこの作戦によってウクライナ側に7名の死者が出たことを確認した。
4月25日、ウクライナ軍は複数の機甲部隊によってスラヴャンスクを取り囲み、住民に対して攻撃前に屋内退避することを警告した。親ロシア派武装勢力指揮官のポノマレフは、もしウクライナ軍が町に突入したならば、スラヴャンスクは「スターリングラード」になると脅迫された。

### 政府による封鎖
ウクライナ当局は、スラヴャンスクの軍事作戦の第2段階は増援を阻止するために町を封鎖することを含むと発表した。
分離主義勢力の検問所を撮影した子供たちが捕らえられ親ロシア派武装勢力に殴打されていると報告された。そのニュースは住民の反発を招いた。BBCジャーナリストのナタリア・アンテラバは、地元住民にインタビューを行っていたところ、ドンバス人民軍の構成員に銃を突きつけられて脅された。
ロシアのメディアは、ロシア国防省の分析を引用して、ウクライナ軍が都市の全人員を一掃することを計画していると報道した 。 この報道はウクライナの報道ではプロパガンダであると非難された。
４月28日ドネツク空港にて、自称「副市長」の イゴール・ペレペチャエンコは、モスクワから帰ってきたところをウクライナ保安庁に逮捕された。当局はペレペチャエンコがロシア軍参謀本部及びGRU（情報総局）と通じていたと主張した。
住民たちは、ドンバス人民軍が地元の市場の店主たちに「みかじめ料」を要求するとともに、高級車を盗み始めたことを報告している。

### 2回目の攻撃

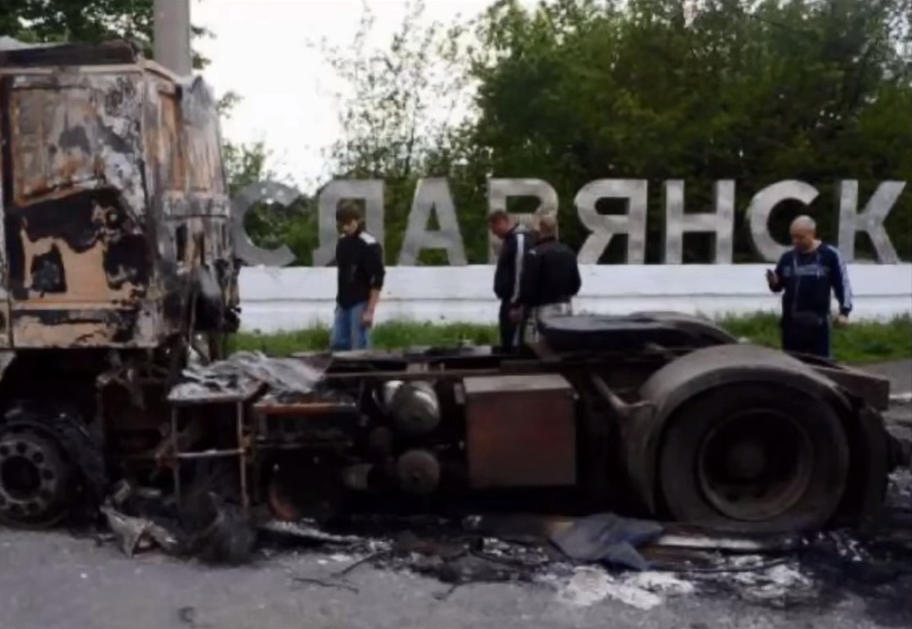
スラヴャンスクの看板の隣で破壊されたトラックを見る住民たち

5月2日早朝、ウクライナ軍は町を奪回するために大規模な作戦を開始した。銃撃、爆発、射撃する軍用ヘリコプターが報告された。分離主義者は、ヘリコプター1機を撃墜し、パイロット１名を捕らえたと発表した。分離主義勢力の検問所の指揮官はRIAノーボスチに対して、ウクライナ軍が スラヴャンスク郊外のもう一つの封鎖地点とテレビ放送センターを確保したと述べた。町の中心部は平穏であったが、警察署１カ所が再び占拠された。数両の装甲車が町の外で目撃された。分離主義勢力は、この衝突で民兵３名と民間人２名が死亡したと主張した。ウクライナ内務省は、スラヴャンスク周辺の９つ以上の検問所を確保したと報告した。同時に、Mi-24攻撃ヘリコプター２機が撃墜され、航空士２名が死亡、乗員７名が負傷したことを認めた。そのパイロットの一人は重傷を負い、親ロシア派軍に捕らえられた。
夕方、分離主義勢力は反攻を開始し、スラヴャンスク南部のAndriivkaでウクライナ空挺兵２名が死亡した 。戦闘は午後には終了した。ウクライナ国家親衛隊の指揮官 ステパン・ポトラックはテロリストを事実上排除したと発表した。
ウクライナ当局は、ヘリコプターの撃墜はロシアの携帯式防空ミサイルによるものだと発表した。ジェーン情報グループの編集者兼軍事分析家のニコラス・デ・ラリーナガは「正式な軍隊以外が携帯式防空ミサイルを使用することは極めて希である」と述べた。使われたのは、ウクライナ軍とロシア軍の両方に配備されている、初期型の9K310 イクラ-1 (SA-16 'ギムレット')か後期型の9K38 イグラ (SA-18 'グロース')のどちらかであった。ロシアの軍事ジャーナリストのパベル・フェルゲンハウエルは、ウクライナにおける携帯式防空ミサイルの効果的な使用から、それを扱えるように特別に訓練された人々がおり、その兵器がロシアから供給されていたと述べた。なぜならば、ソビエト製の携帯式防空ミサイルは電池が長持ちしないため、そのような効果的な使用はできないし、ウクライナ軍の携帯式防空ミサイル（型式イグラ）は、彼我識別装置を有しているためウクライナ軍のヘリコプターを照準することが出来ないからである。
戦闘間、約100名の民間人がロシアの介入を訴えるために市役所の外に集まった。
5月5日、内務大臣アーセン・アヴァコフは、親ロシア派分離主義勢力との郊外の戦闘でウクライナ軍兵士たちが死亡したこと、さらに約800名もの分離主義勢力が「大口径火器」及び「迫撃砲とその他の火器」で射撃したと発表した。戦闘でウクライナ軍兵士4名が死亡し、12名が負傷した。内務大臣は「テロリスト」30名が死亡し、数十名が負傷したと主張した。ドンバス人民軍の指揮官ストレルコフは、ロシア国営メディアRIAノーボスチ通信社の支社に対して、「平和を望む住民を含む10名が死亡し、20~25名が負傷した。」と語った。内務省ウェブサイトの声明によれば、分離主義勢力は、ウクライナ軍を攻撃するとき、非武装の住民を人間の盾として使った。 また戦場から負傷者を後送するマイクロバスを射撃した。この際、そのマイクロバスを誘導する特別警察部隊の幹部が死亡した。親ロシア派の反政府勢力はさらに、重機関銃によってウクライナ軍のM-24攻撃ヘリコプターを撃墜した。

### 住民投票後
5月12日、ドネツク州の住民投票後、ドンバス人民軍の指揮官イーゴリ・ギルキンは 自身をドネツク人民共和国軍の「最高指揮官」であると宣言した。彼はドンバス地域に配備されている全軍隊組織は48時間以内に、忠誠を誓うように命令した。そして戦争を遂行すると発言した。5月15日、ストレコフの代理人は記者会見で2回目の最後通牒を発表し、24時間以内にウクライナ軍はドネツクから撤退するように要求した。 5月23日、彼は、砲撃が行われることから、住民避難を強く呼びかけた。
5月13日、分離主義勢力はクラマトスク近くでウクライナ軍の輸送車列を攻撃、ウクライナ軍空挺兵7名が死亡した。分離主義勢力の死亡者は議論されている。5月19日及び20日、スラヴャンスク近くのカラチュン山のウクライナ軍陣地に迫撃砲による攻撃があり、ウクライナ軍兵士1名死亡、 7名が負傷した。
5月19日、ウクライナ軍はスラヴャンスクとその周辺の3つ村（セメニフカ村）を砲撃した。5月26日のスラヴャンスクに対する砲撃で民間人2名が死亡し、6月7日には3名が死亡した。6月8日、120名の児童が町から避難した。
5月27日、分離主義勢力内で内紛が生じ、イゴール・ストレルコフは、部下の何人かが町で略奪を行っていたと述べ、中隊長のドミトリー・スラヴォフと小隊長のニコライ・ルシアノフを処刑したと発表した。
5月から6月まで、ウクライナ軍はヘリコプターと固定翼機をスラヴャンスクに投入した際、多くの損害を出した。
5月29日、Mi-8 輸送ヘリコプター1機が撃墜され、航空士、ベルクート特別任務部隊代表者6名、ウクライナ国家親衛隊 セルゲイ・クルチツキー少将を含む12名が死亡した。
6月3日、ヘリコプター2機が墜落、6月6日にAn-30観測機1機が撃墜された。
分離主義勢力は、スラヴャンスクへ続く道に設置した検問所に対して攻撃を繰り返し、陣地を奪取することは無かったが損害を与え続けた。5月24日、迫撃砲、RPG及び小火器による攻撃によってウクライナ軍2名が死亡した。6月7日の迫撃砲による攻撃によって1名が死亡した。
6月3日、ウクライナ軍はスラヴャンスク及び近くのセメニフカ村に対して新たな攻撃を開始した。戦闘による分離主義勢力の損害は、死亡10名、負傷12名であり、ウクライナ軍の損害は、死亡2名、負傷42名、装甲人員輸送車1両損耗であった。また、ウクライナ軍の車列がイジュムからスラヴャンスクへ移動中に攻撃を受けた。
6月10日、イゴール・ストレルコフは、ポノマレフを解任・逮捕し、次のような声明を発表した。「いわゆる人民市長と呼ばれたポノマレフは、市民政権の目的や任務と両立しない活動に従事していたため解任された。 今のところ詳細を説明できない。」
６月21日、ロシア連邦保安庁によってリクルートされた疑いのあるエージェントが ウクライナ保安庁によってスラヴャンスクの近くで捕らえられた。
6月24日、一週間の停戦が合意された翌日であるこの日に、Mi-8輸送ヘリコプター1機が撃墜され、乗員9名全員が死亡した。
6月28日、迫撃砲及び自動擲弾発射機による攻撃によってウクライナ軍兵士3名が死亡した。
6月末、少なくともウクライナ兵士27名が死亡した後、ポロシェンコ大統領は停戦の終了を宣言した。政府による新たな攻撃が始まり、重砲や航空攻撃が行われた。カラチュン山の上にあるテレビ塔は砲撃によって倒壊した。

### 分離主義勢力の撤退後

スラヴャンスクから撤退するドネツク人民共和国軍

7月5日、ドネツク人民共和国の武装勢力はスラヴャンスクから撤退した。ウクライナ大統領のペトロ・ポロシェンコは、町にウクライナ国旗を掲げるように命令した。分離主義勢力とウクライナ内務省の両方が述べた　ドネツク人民共和国軍指揮官のストレルコフを含む反政府勢力の一部はスラヴャンスクから撤退したと述べた。アヴァコフは、分離主義者が「損害を被り降伏しており」、撤退間に戦車1両と装甲車4両を失ったと主張した。AP通信は、ドネツク人民共和国の報道官であるアンドレイ・パージンから引用して、反政府軍が避難していると述べた表現した。反政府軍の指揮官はに後退すると述べた  。スラヴャンスクの警察署から抜け出した人質は、反政府軍の撤退を証言した。ストレルコフによれば、彼の部下の80~90％がスラヴャンスクを脱出した。
7月5日、市議会庁舎にウクライナ国旗が掲げられた   。ネリア・シュテパ市長を含む人質たちは解放された。
7月5-6日、スラヴャンスク奪回に続き、政府軍はドネツク州北部にあるクラマトルスク、ドルジュキウカ、Kostiantynivka、アルテミフスクの統治を回復した。
7月11日、ウクライナ国家安全保障・国防会議の報道官アンドリー・ライセンコは、分離主義勢力が人間の盾を利用しているという情報があったために、ウクライナ治安部隊は撤退する縦隊を攻撃しなかったと述べた。
7月11日、スラヴャンスク市長ネリア・シュテパ市長は「ウクライナの領土保全と不可侵性への攻撃」のために逮捕された。
7月24日、ヒューマン・ライツ・ウォッチは、ウクライナ政府が大規模な集団墓地を発見し掘り返していることを報告している。

## 人質と誘拐
紛争間、多くの人が人質として誘拐されていた。
人民市長ヴャチェスラフ・ポノマレフは、軍事国際査察官13名を「捕虜」であると発言した。
ポノマレフは攻撃された場合、人質は殺されるだろうと警告した。
5月2日の時点で、キエフ・ポストはドネツク州で31名の人々が行方不明または誘拐されたままであると報じている。

### 判明している誘拐

#### ジャーナリスト
- Serhiy Shapoval –ヴォーリン・ポストの記者[137] (解放)[138]
- ユーリ・レリャフスキー – ZIKチャンネル・ニュースのジャーナリスト、「扇動家」の疑いにより捕らえられた。[139] (解放)[140]
- イルマ・クラット – ユーロマイダンの「女性百人」のリーダー、隠された真実TVの編集長、「戦争犯罪」及び「ベルクト 警察官を拷問し殺害した疑い」により捕らえられた[141][142]。スラヴャンスク住民は反政府勢力が町から撤退した後に彼女を解放した[143]。
- セリィ・レフター– ジャーナリスト、「スパイ活動及び右派セクターとの協力の疑い」により捕らえられた[141][142][144]。 (解放)[145]
- エーヴェン・ハピッチ –イヴァーノ＝フランキーウシク州の町コロミアのジャーナリスト[141]。 (解放)[146]
- クラリッサ・ワード（英語版） – CBSニュースのジャーナリスト (監禁後、解放)[147]
- マイク・ジリオ– バズフィードのジャーナリスト(誘拐後、解放)[148]
- サイモン・オストロフスキー（英語版） –  Vice News（英語版）のアメリカ人ジャーナリスト（ロシア生まれ）、右派セクターに情報を提供した疑いで捕らえられた。(解放)[141][142]
- ポール・ゴーゴー– フランスのジャーナリスト(解放)[141][142]
- コジモ・アタタシオ – イタリアのジャーナリスト(解放)[141][142]
- ドミトリー・ガルコ – ベラルーシのジャーナリスト (解放)[141][142]

#### 公人
- ウォロディムィル・ルィバック（英語版） – ホルリフカ市議会議員 (殺害された)[141]
- ヴァディム・スクホノ – スラヴャンスク市議会議員[141][149]
- ネリャ・シュテパ （英語版） – スラヴャンスク市長[141]
- ヤキモフ – スラヴャンスク法医学長(解放)[141]

#### その他
- ユーリ・ポプラフコ– キエフの19歳の学生、ライバックと一緒に殺害された。彼の遺体は川で発見された[141][150]。ポプラフコの友人は後に、彼が右派セクターの構成員であったことを認めた。ポプラフコは他の右派セクターの構成員と共にスラヴャンスクに入っていた。彼らは武器を購入し、車に乗って銃を撃ち、手榴弾で検問所を攻撃していた[151][152]。

- ヴァレリー・サロ– クラスニー・ライマンにあるプロシュビタ会の会長。ドネツク人民共和国の構成員に捕らえられた。彼の遺体は、ルハンスク地域にて燃やされた車の中で発見された[153]。
- アーデン・ディネハ – スラヴャンスク住民。彼のアパートは占領されたSBUの建物を見下ろす位置にあり、彼はバルコニーにウェブカメラを設置したために誘拐された[141][154]。
- ヴィタリ・コバルチュク –彼はスラヴャンスクの武装勢力から銃を奪おうとした[154]。当初、彼は右派セクターの構成員だと報じられたが、後に否定された[155][156]。
- デニス・グリシュチュク –「ミステツキー・アーセナル」芸術センターのボランティア、4月25日にスラヴャンスクの分離主義勢力によって誘拐された[157]。 分離主義勢力の撤退間に解放された[158]。
- パベル・ユロフ – 演劇監督、4月25日にスラヴャンスクの分離主義勢力によって誘拐された[157]。分離主義勢力の撤退間に解放された[158]。
- ヴァシリー・ネステレンコ、2014年5月6日、ウクライナ軍に食料を運んでいるときに誘拐された男性[159]。

#### 国際的な軍事査察官
- ドイツの通訳(解放)[160]
- アクセル・シュナイダー– ドイツ軍大佐(解放)[160]
- ドイツ軍兵士 (解放)[160]
- ドイツ軍兵士 (解放)[160]
- ヨゼフ・チェロフスキー – チェコ軍中佐(解放)[161]
- クシシュトフ・コビエルスキー– ポーランド軍兵士 (解放)[160]
- ジョン・ゲルハルト・オスターガード・クリステンセン– デンマーク軍准尉(解放)[160]
- ヨンヴェ・トーマス・ヨハンソン – スウェーデン軍兵士(医学的理由により解放)[34][160][162]

#### ウクライナ軍及び公安
- 欧州安全保障協力機構の特別監視任務を行っていたウクライナ軍の代表者5名(解放)[163]
- ポノマレフとロシアのメディアは、分離主義勢力が40名のウクライナ軍兵士を捕らえていると主張した[164]。
- ホルリフカの親ロシア派武装勢力はウクライナ保安庁将校3名を捕らえた(ロスティスラフ・キヤシコ中佐、セリー・ポテムスキー少佐、エーヴェン・ベリンスキー大尉)。その将校たちはスラヴャンスクのウクライナ保安庁の建物の中に監禁された。彼らは記者会見で公然と尋問され、さらに尋問のビデオがYouTubeで公開された。5月7日、彼らは分離主義勢力の指揮官パベル・グバレフ（英語版）と交換で解放された[165][166]。
- ユーリー・ザレベルニー– スラヴャンスクの検察官(尋問後に解放)[141]
- ヴィタリ・コルパイ– クラマトルスク警察署長。親ロシア派武装勢力は警察署長の解放と交換で武器を要求した[141]。
- オレグ・プロホロフ中佐 – スラヴャンスク警察署長(行方不明)[141]

### ウォロディムィル・ルィバックの殺害
東部ウクライナのスラヴャンスク近くで二人の男性（一人は地方議員）が焼死した後、ウクライナ大統領代理は親ロシア派武装勢力に対して軍事作戦を再開した。その議員が全ウクライナ連合「祖国」党所属のウォロディムィル・リバクである。二人の男性の死因は「拷問と無意識のうちの溺死」であった。ライバック氏は、ホルリフカ市議会庁舎の近くで「ウクライナの統一」デモに参加した後、覆面をした親ロシア派武装勢力4名に誘拐された。– 彼は砂を詰めたリュックサックを背負わされ、さらに内臓をさかれて川の中で発見された。ウクライナ保安庁は、イーゴリ・ベズレルとイーゴリ・ギルキンがウォロディムィル・リバク市議会議員を殺害したものと示唆した（ギルキンはロシアGRU諜報機関の上級将校で、東部ウクライナで親ロシア派分離主義勢力を率いた）。リバクの妻、エレナは記者会見で、ホルリフカ市への検問所はチェチェン過激派によって占領されており、彼らは彼女がリバクの遺体確認のために市に入ることを許可しなかったと主張した。
ウクライナ保安庁はベズレルの関与を示した録音音声をYouTubeに公開した。その中で、ベズレルは部下に、リバクを誘拐し、手を縛り目隠しをするように命令した。その後、彼がその部下と合流できる遠隔地の場所を示した。録音音声の二番目の中でロシアの諜報機関所属のストレコフ大佐はポノマレフに電話をかけ、「（リバク氏の）遺体がここに横たわっており、におい始めている」ために遺体を処理するように指示した。ポノマレフはこれに応じて、遺体を受け取り、「雄鶏の埋葬を準備する」と発言した。

### サイモン・オストロフスキーの誘拐
4月22日、Vice Newsのサイモン・オストロフスキーは親ロシア派分離主義勢力に拘束された。オストロフスキーは「捕らえられる二日前、私たちはここで起こっていることにロシアが関与しているかどうかを調べていた。」と述べた。「私は彼らに電話をかけインタビューを行う約束を取り付けた。おそらく、彼らはそのときが私を止められるときだと考えだのだろう。彼らは初めに私を殴りつけ、目隠しをして、両手を背中の後ろで縛った。その後、彼らは束縛を解いた。そして私は他に拘禁者と一緒の部屋に入れられた。」彼を捕らえた人はオストロフスキーがCIAかFBIで働いている者だと疑っていた。「数十名の他の拘禁者は、親ロシア過激派によって占領されたウクライナ保安庁ビルの地下室に入っていた。多くの者が2週間ほどそこにいた。」とオストロフスキーは述べた。
自称「人民市長」のポノマレフは、記者会見でオストロフスキーの居場所について尋ねられたときに、「彼を誘拐した者などいない。誰も彼を人質としていない。現在、彼はウクライナ保安庁で私たちと一緒におり、仕事の準備をしている」と述べた。
親ロシア派武装勢力の報道官のステラ・コラエワはAP通信に対して、オストロフスキーは「健在」だが「悪い活動の疑い」があると述べ、その詳細については説明を拒否した。彼女は親ロシア派グループはオストロフスキーの活動を調査していると付け加えた。 その後、コラエワは、オストロフスキーはウクライナ超国家主義勢力のためにスパイ活動を行っていたことにより捕らえられたと述べた。ポノマレフはこの主張と同調して、「我々の情報源によれば、彼は右派セクターの情報提供者である」と述べた。後に、彼女は、反政府勢力は報じられたオストロフスキーの「不正行為」を信じて、彼を誘拐することを計画したと述べた。彼女は「私たちはオストロフスキーがどこに行こうとしているのかを知っており、検問所に詰めている男たちも彼を監視するように言われていた」と述べた。
ポノマレフは、「彼が多くの挑戦的な投稿をせず、私たちの領土で敵対行為をしなかったならば、彼は逮捕されなかっただろう。最終分析により、彼は私たちにとって好ましくない人物であった。」と述べた。オストロフスキーが解放されるときに、ポノマレフは「私たちはオストロフスキーが解放される必要があると考える」と述べた。さらにポノマレフは、オストロフスキーは人質ではないと繰り返し、いわばオストロフスキーの居場所を突き止めたのだと述べた。その後、ポノマレフは、オストロフスキーは交渉によって解放されることが出来たと述べた。「私たちは捕虜を必要としています。交渉のチップを必要としています。私たちの仲間の多くは投獄されています。ウクライナ人は彼らを捕らえ、キエフに連れて行って拷問をかけているのです。そういうわけで、私たちはまさに同じ事をしているのです。 私たちが捕虜を取っているという意味で」とポノマレフは述べた。
米国務省報道官のジェン・プサキは、米国がその事件について「深い憂慮」を有していると述べ、米国務省が事件解決のために動いていると述べた。「私たちは、東部ウクライナでの人質事件のような活動の全てを非難する」と述べた。
4月24日、オストロフスキーは解放された。

### 国際軍事査察員の監禁
4月25日、ウクライナ外務省は、スラヴャンスクの近くで、欧州安全保障協力機構の軍事査察員と連絡がつかなくなった。外務省報道官によると、軍の透明性に関するウィーン文書に基づく査察団は、3人のドイツ軍兵士、ドイツ人翻訳者、チェコ共和国、ポーランド、スウェーデン、デンマークの軍事査察員で構成されていた。 「ドネツク地域にて欧州安全保障協力機構の軍事検証任務のメンバーとの連絡が途絶えた。速報によると、彼らはテロリストに捕らえられた可能性がある。」と外務省情報政策部長エーヴェン・ペレビニスはブリーフィングで述べた。後に、ウクライナ内務省は13名の人間が親ロシア派武装勢力の人質となりウクライナ保安庁の建物にに捕らえられていることを認めた。その13名とは、欧州安全保障協力機構からの7名、ウクライナ軍の代表5名及び運転手である。ポノマレフは、拘束された軍事査察員の中にはウクライナ政府の「スパイ」が入り込んでいると確信していると述べた。「ここに査察員として来るヨーロッパ人たちは、本物のスパイも連れ込んでいる。それは不適切だ。」とポノマレフはレポーターたちに述べた。彼はさらに、査察員を拘束したのは、彼らのバスに「禁止された弾薬が積載」されていたからであると述べた。彼はロシアのメディアと共に、その査察員は「NATOの将校」であると避難した。分離主義勢力は「ロシアの管轄当局」と会うまで、人質の解放を拒否すると述べた。分離主義勢力の指揮官イーゴリ・ギルキンは査察員が「NATOのスパイ」であることを非難し、査察員はキエフで拘留されている親ロシア派「活動家」とのみ交換されるだろうと述べた。5月3日、スラヴャンスクへの二回目の攻撃の後、ウクライナ軍査察員5名とともにそれら査察員は解放された。その後、ウクライナ保安庁はその拉致にロシアが関与していることを示唆する傍受電話を公開し説明を行った。その説明の中で特にウラジーミル・ルキンとイーゴリ・ギルキンが名指しされた。
5月29日、ロシアのインテルファクス通信にて、ポノマレフは、4名の欧州安全保障協力機構の査察員を拘束していたことを認め、彼らは直ぐに解放されると約束した。

## 著名な人物
アレクサンダー・モジェフ ("Babay（祖父）" 又は "ボギーマン")、 ロシア語: Александр Иванович Можаев),、 ベロレチェンスクから来た経験豊富なロシア軍人。特徴的なひげを蓄えるモジェフは、スラヴャンスクのドンバス人民武装勢力の構成員として世に出回っている多くの写真に現われている。彼はドネツク州アルテミフスクの武器保管庫での攻撃を指揮したという。